# لوئیس بوری
لوئیس بوری (انگلیسی: Louis Bury؛ زادهٔ ۱۰ ژوئیهٔ ۱۹۹۵) بازیکن فوتبال اهل فرانسه است.